# Шамбалиг
Шамбалиг (тув. Шамбалыг) — село у Кизилському кожууні Республіки Тива (Росія). Відстань до районного центру Каа-Хем 63 км, до центру республіки міста Кизила 70 км, до Москви 4032 км.

## Населення
| Рік       | 2011 | 2012 | 2013 | 2014 | 2015 |
| --------- | ---- | ---- | ---- | ---- | ---- |
| Населення | 511  | 488  | 463  | 441  | 421  |

## Історія
Сумон почав розбудовуватись у 1960-х роках у відповідності до програми освоєння цілинних земель, яку ініціював М. С. Хрущов. Сумон було заселено за рахунок мешканців західних районів Тиви

## Походження терміна
Конкретне значення топоніму Шамбалиг, який позначає місцевість та ріку невідоме, однак є версії, які пов'язують це слово з поняттям шамбила та прізвиськами трьох братів-першопоселенців Шамбал. Також Т. Н. Прудникова висловлювала ідею про зв'язок духовного феномену Шамбали з цією місцевістю та існування тут Шамбалинського буддійського монастиря, однак підтвердження ці теорії не отримали